# Araira
Araira – miasto w Wenezueli, w stanie Miranda.